# Loviguié
Loviguié est une ville située dans le Sud de la Côte d'Ivoire, dans la Région de l'Agnéby-Tiassa, à 23,2 km d'Agboville. La localité de Loviguié est chef-lieu de sous-préfecture. Sa population est estimée à 17 048 habitants selon le dernier recensement effectué en 2014.

## Géographie

### Situation
Loviguié est limitée au nord par le village d’Ano distant de 7 kilomètres, au sud par le village de Wahin distant de 3 kilomètres, à l’est par le village de Gbesse distant de 6 kilomètres et à l’ouest par la ville d’Oress-Krobou distant de 12 kilomètres.

### Climat
Le climat dominant de Loviguié est connu pour être de type tropical. Par rapport à l'hiver, les étés ont beaucoup plus de pluie. D'après la classification de Köppen, le climat y est classé Aw. En moyenne la température à Loviguié est de 26,9 °C. Sur l'année, la précipitation moyenne est de 1 458 mm.

## Histoire et Origine
Les Abbey de Lovidjè et les autres en général ne sont pas venus ensemble du Ghana avec les baoulés et d’autres du groupe Akan . L’exode des Abbey fut conduit, probablement vers le XVIIIe siècle, par Kpatchibo ou Patchibo un digne fils de Lovidjé de la famille Okouadjè. Les Abbey franchirent la Tanoé puis le Comoé et s’arrêtèrent entre Adzopé et Agboville où Patchibo créa le village Douda appelé aujourd’hui Grand-Morié.
Poursuivant son chemin, Patchibo alla installer son peuple à une quinzaine de kilomètres de l’Agnéby pour créer le village Ahahin connu aujourd’hui sous le nom de Loviguié. Ensuite leur prochain roi s'appelait Oligbôgbône.
Depuis leur origine jusqu’à aujourd’hui les Abbey vivent en canton. On distingue 5 cantons dont quatre à savoir Morié, Abèvé, Tchoffos et Khos du groupe ethnique Abbey et un canton Krobou du groupe ethnique Krobou. Loviguié fait partie du canton abèvé.

## Les 7 grandes familles
Depuis sa création, sept grandes familles composent la population de Loviguié. Ce sont Ritadjè, M'Bodjè, Okouadjè, Madjè, Okouroudjè, Assamedjè et Oroumondjè.

## Chefferie

### Chefferie cantonale
À l’époque de la colonisation, le roi Michi-Gbeu Sêboa ou N’Takpe Sêboa de Lovidjè jouait le rôle de médiateur et de bons offices entre les Abbeys et les colons français. Il fut nommé par ces derniers 1er chef du canton abbey-vé (Lovidjè, Anno, Offo-M’po, Gbessé, et Wahin). Pour mener à bien sa mission, les colons décidèrent lui construire un palais à Lovidjè 1 avant de changer d’avis et de l’installer finalement à Agboville. Résidant désormais à Agboville avec sa famille, Michi-Gbeu Sêboa laissa la chefferie cantonale à Chieye Meney ou Meney-Gbeu (2e chef canton). Lui succède Koffi Beira, au décès duquel la chefferie cantonale prit fin dans le canton Abbey-vé. Les colons décidèrent qu’il revient à chaque village d’avoir son chef. Entre-temps, Lovidjè fut divisé en deux villages autonomes pour une simple question de manque de communication,.

### Chefferie de Loviguié 1
L'honorable Oba Odi fut nommé 1er chef de Lovidjè 1. Après son décès, ce fut le tour de l’honorable Kouassi Mathurin de diriger le village. Ce dernier rendit sa démission en plein exercice de ses fonctions. Actuellement c’est l’honorable Odi Kouassi qui est aux destinées de Lovidjè 1,.

### Chefferie de Loviguié 2
À Lovidjè 2, le 1er chef de village fut l’honorable Meye Krimbo. Son règne fut de très courte durée pour cause de décès. Après sa disparition, l’honorable Félix Egny Achy dirigea le village. Après la mort de ce dernier, ce fut le tour de l’honorable Alfred Koffi Kakou d’être au pouvoir jusqu’à sa mort. La population confia ensuite le village à l’honorable Akele Koffichi. Il décéda lui aussi au pouvoir. Après le décès de l’honorable Akele Koffichi, c’est l’honorable N’Takpé Ernest qui a régné jusqu’à son dernier jour. Actuellement, l’honorable Achama Arra Théodore est aux destinées de Lovidjè 2,.

## Administration
La localité de Loviguié est chef-lieu de sous-préfecture selon le décret n°2008-97 du 5 mars 2008 portant création de 55 sous-préfectures en Côte d'Ivoire,. Les sous-préfets qui se sont succédé sont commandant Salimata Kanté (1er sous-préfet), commandant Samassi Ismaila (2e sous-préfet) et N'Gatta Josette Brou (3e sous-préfet en poste). Loviguié compte cinq (5) villages dans sa circonscription. Ce sont Loviguié 1, Loviguié 2, Ano, Gbéssé Wahin et Offoumpo.

## Santé
Loviguié dispose d'un centre de santé urbain (CSU) qui avait ouvert ses portes en 2001 en tant que centre de santé rural (CSR-D) avec pour code 902. Le centre de santé urbain de Loviguié comporte un dispensaire et une maternité. Comme personnel, il compte un médecin, deux infirmiers et une sage-femme. Une ambulance est également mise à la disposition de l'établissement sanitaire de Loviguié.

## Agriculture
Les principales cultures d'exportation produites sont le café, le cacao, le palmier à huile et l'hévéa. Les cultures vivrières sont entre autres la banane plantain, l'igname, le manioc, le tarot.

## Prononciation
Loviguié se prononce en abbey « lovidjè » [lɔvidʒɛ] et parfois « rovidjè » [ʀɔvidʒɛ]. Comme tous les villages Abbey, une appellation est adjointe au nom de la localité en guise de magnificence. On entend souvent « lovidjè röndön ».